# Klausen (Włochy)
Klausen (wł. Chiusa) – miejscowość i gmina we Włoszech, w regionie Trydent-Górna Adyga, w prowincji Bolzano, położone nad rzeką Eisack (Isarco).

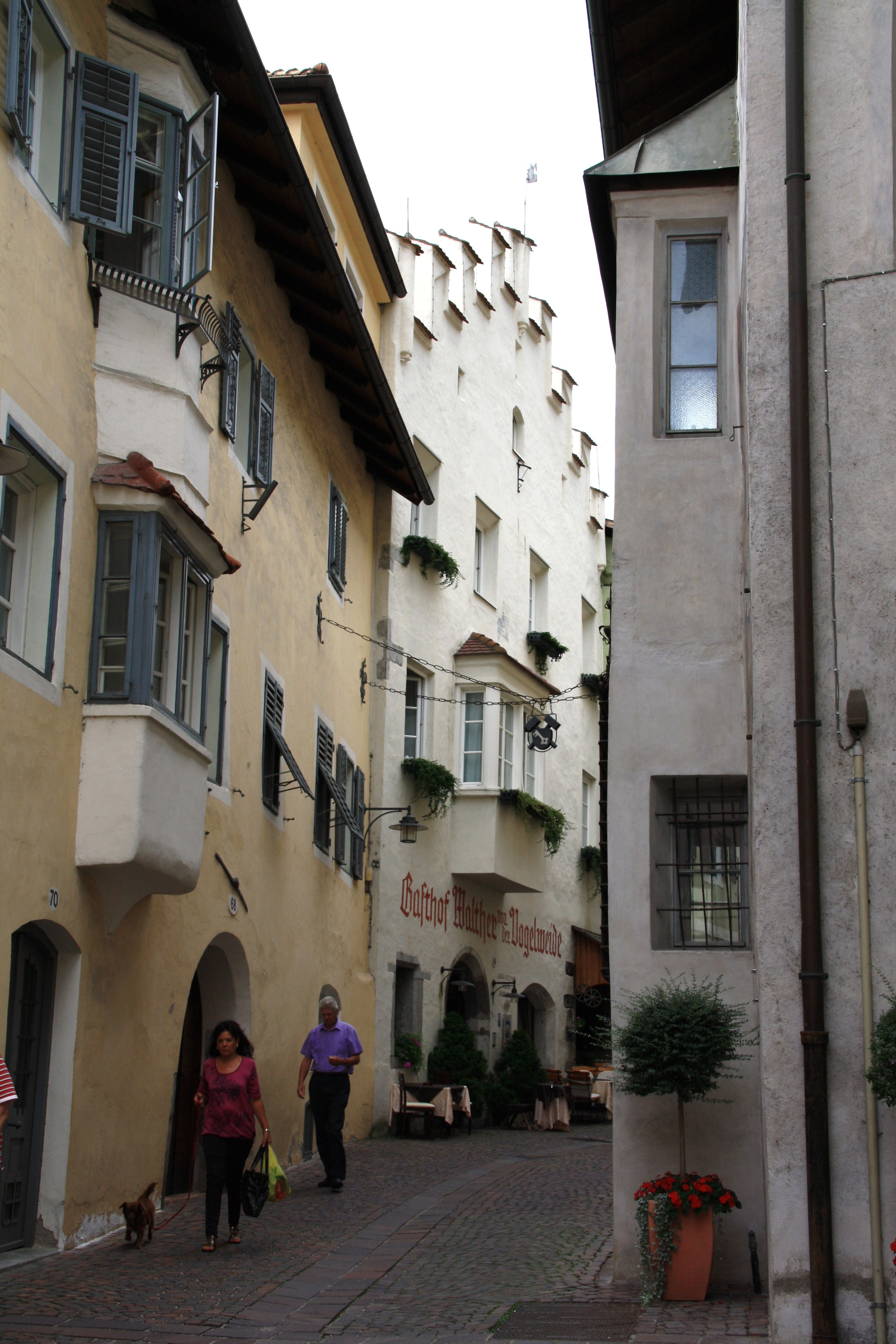
Klausen

Liczba mieszkańców gminy wynosiła 5134 (dane z roku 2009). Język niemiecki jest językiem ojczystym dla 91,11%, włoski dla 8,29%, a ladyński dla 0,6% mieszkańców (2001).